# Península de Akrotiri
La península de Akrotiri (en griego: Χερσόνησος Ακρωτηρίου) es una península corta que incluye el punto más meridional de la isla de Chipre. Está limitada por la bahía de Episkopí, al oeste, y la bahía de Akrotiri, al este, y tiene dos cabos al suroeste y el sureste, conocidos como cabo Zevgari y cabo Gata.
Los puntos más importantes de la península son el lago salado de Akrotiri, y el aeródromo que utiliza la real fuerza aérea en Akrotiri.